# Greg Sutton (Fußballspieler)
Gregory „Greg“ Sutton (* 19. April 1977 in Montreal) ist ein ehemaliger kanadischer Fußballtorhüter. 

## Vereinskarriere
Sutton spielte an der St. Lawrence University für die St. Lawrence Saints im Collegefußball, bevor er als einziger Torhüter beim MLS College Draft 1999 an 23. Stelle von Chicago Fire ausgewählt wurde. Bei Chicago war er hinter Zach Thornton Ersatztorhüter und kam in den Spielzeiten 1999 und 2000 zu insgesamt 5 Einsätzen in der Major League Soccer. In den beiden Jahren spielte er auch in der USL A-League und kam dort zu einigen Einsätzen. 2000 wurde er für einige Zeit an die New York MetroStars abgegeben, kehrte jedoch ohne Einsatz wieder zu Chicago zurück. 
2001 schloss sich Sutton dem kanadischen A-League-Klub Montreal Impact an. Dort etablierte er sich als Stammtorhüter und gehörte zu den besten Torhütern der USL. Zwischen 2003 und 2006 wurde er vier Mal in Folge als bester Torhüter der Liga ausgezeichnet, beim Titelgewinn in der Saison 2004 wurde er zudem als wertvollster Spieler der Saison geehrt. Zwischen 2001 und 2006 absolvierte er für Montreal 132 Ligaeinsätze und weitere 15 Partien in den Playoffs. 
Ende 2006 unterzeichnete Sutton einen Vertrag beim neu gegründeten kanadischen MLS-Team Toronto FC und war zu Beginn der Saison 2007 Stammtorhüter. Eine Gehirnerschütterung, die er sich während der Vorbereitung mit dem Nationalteam für den bevorstehenden CONCACAF Gold Cup zuzog, setzte ihn für die restliche Saison außer Gefecht. Nach seiner Genesung zur Saison 2008 kehrte er in das Torontoer Tor zurück. Zu Saisonbeginn 2009 verlor er seinen Stammplatz an den Neuzugang Stefan Frei und wurde Anfang Juni 2009 aus seinem Vertrag entlassen, da Toronto einen Platz im Senior Roster und Spielraum beim Salary Cap für die Neuverpflichtung Nick Garcia benötigte.
Zur Saison 2010 unterzeichnete er bei den New York Red Bulls einen Vertrag, nachdem er bereits die Saisonvorbereitung mit dem Team verbrachte. Für die Roten Bullen stand er zum ersten Mal am 27. April 2010 im Tor, im US Open Cup Qualifikationsspiel gegen Philadelphia Union. Am 11. August 2010 gab er sein MLS-Debüt für New York. Zu Beginn der Saison 2011 war Sutton Stammtorwart der Red Bulls. Nach der Verpflichtung von Frank Rost wurde der Kanadier am 16. Juli 2011 an Montreal Impact ausgeliehen. Dort kam er im Laufe der Saison ein Mal zum Einsatz und wechselte schließlich zum neu gegründete Franchise Montreal Impact in die MLS. In der folgenden Saison kam der Ersatztorhüter allerdings erneut nur auf 24 Minuten Einsatzzeit.
Im Oktober 2012 gab Sutton nach 14 Jahren im Profifußball sein Karriereende bekannt.

## Nationalmannschaft
Sutton debütierte 2004 in einem Freundschaftsspiel gegen Barbados in der kanadischen Nationalmannschaft und kam in der Folge unregelmäßig für die Landesauswahl zum Einsatz. Meist blieb Sutton hinter Pat Onstad oder Lars Hirschfeld nur die Rolle des Ersatzmanns. Er nahm 2005, 2007 und 2009 mit der Nationalelf am CONCACAF Gold Cup teil. Während er 2007 nur zu einem Einsatz in der Gruppenphase kam, agierte er 2005 und 2009 als Stammtorhüter. Beim Gold Cup 2011 gehörte er nicht mehr zum Kader.

## Erfolge
auf Vereinsebene:
- USL A-League: 2004
- Voyageurs Cup: 2002, 2003, 2004, 2005, 2006

Individuell:
- USL Most Valuable Player: 2004
- USL Goalkeeper of the Year: 2003, 2004, 2005, 2006
- USL All-Star Team: 2003, 2004, 2005, 2006